# Yes (Band)/Diskografie
Diese Diskografie ist eine Übersicht über die musikalischen Werke der britischen Rockband Yes. Den Schallplattenauszeichnungen zufolge hat sie bisher mehr als 17 Millionen Tonträger verkauft, davon alleine in ihrer Heimat über 1,5 Millionen. Ihre erfolgreichste Veröffentlichung ist das Album 90125 mit über 3,6 Millionen verkauften Einheiten.

## Alben

### Studioalben
| Jahr | Titel                         | Höchstplatzierung, Gesamtwochen, AuszeichnungChartplatzierungen (Jahr, Titel, Platzierungen, Wochen, Auszeichnungen, Anmerkungen) | Höchstplatzierung, Gesamtwochen, AuszeichnungChartplatzierungen (Jahr, Titel, Platzierungen, Wochen, Auszeichnungen, Anmerkungen) | Höchstplatzierung, Gesamtwochen, AuszeichnungChartplatzierungen (Jahr, Titel, Platzierungen, Wochen, Auszeichnungen, Anmerkungen) | Höchstplatzierung, Gesamtwochen, AuszeichnungChartplatzierungen (Jahr, Titel, Platzierungen, Wochen, Auszeichnungen, Anmerkungen) | Höchstplatzierung, Gesamtwochen, AuszeichnungChartplatzierungen (Jahr, Titel, Platzierungen, Wochen, Auszeichnungen, Anmerkungen) | Anmerkungen                                                                                             |
| Jahr | Titel                         | DE | AT | CH | UK | US | Anmerkungen                                                                                             |
| ---- | ----------------------------- | --- | --- | --- | --- | --- | --- |
| 1969 | Yes                           | — | — | — | — | — | Erstveröffentlichung: 25. Juli 1969                                                                     |
| 1970 | Time and a Word               | — | — | — | UK45 (3 Wo.)UK | — | Erstveröffentlichung: 24. Juli 1970                                                                     |
| 1971 | The Yes Album                 | — | — | — | UK4 Silber · (34 Wo.)UK | US40 Platin · (50 Wo.)US | Erstveröffentlichung: 19. Februar 1971 Charteintritt in den USA erst 1972                               |
| 1971 | Fragile                       | — | — | — | UK7 Platin · (16 Wo.)UK | US4 ×2Doppelplatin · (46 Wo.)US                                                                                                   | Erstveröffentlichung: 12. November 1971                                                                 |
| 1972 | Close to the Edge             | DE36 (12 Wo.)DE | — | — | UK4 Platin · (13 Wo.)UK | US3 Platin · (32 Wo.)US | Erstveröffentlichung: 8. September 1972                                                                 |
| 1973 | Tales from Topographic Oceans | DE26 (12 Wo.)DE | — | — | UK1 Gold · (17 Wo.)UK | US6 Gold · (27 Wo.)US | Erstveröffentlichung: 7. Dezember 1973                                                                  |
| 1974 | Relayer                       | DE27 (28 Wo.)DE | — | — | UK4 (11 Wo.)UK | US5 Gold · (16 Wo.)US | Erstveröffentlichung: 28. November 1974                                                                 |
| 1977 | Going for the One             | DE6 (20 Wo.)DE | — | — | UK1 Gold · (28 Wo.)UK | US8 Gold · (21 Wo.)US | Erstveröffentlichung: 7. Juli 1977                                                                      |
| 1978 | Tormato                       | DE36 (4 Wo.)DE | — | — | UK8 Gold · (11 Wo.)UK | US10 Platin · (14 Wo.)US | Erstveröffentlichung: 8. September 1978                                                                 |
| 1980 | Drama                         | DE50 (6 Wo.)DE | — | — | UK2 Silber · (8 Wo.)UK | US18 (19 Wo.)US | Erstveröffentlichung: 18. August 1980                                                                   |
| 1983 | 90125                         | DE2 Platin · (25 Wo.)DE | AT9 Gold · (12 Wo.)AT | CH3 (22 Wo.)CH | UK16 Gold · (28 Wo.)UK | US5 ×3Dreifachplatin · (53 Wo.)US                                                                                                 | Erstveröffentlichung: 7. November 1983 Grammy für den Track Cinema (Best Rock Instrumental Performance) |
| 1987 | Big Generator                 | DE25 (9 Wo.)DE | — | CH22 (3 Wo.)CH | UK17 (5 Wo.)UK | US15 Platin · (30 Wo.)US | Erstveröffentlichung: 17. September 1987                                                                |
| 1991 | Union                         | DE15 (15 Wo.)DE | — | CH16 (7 Wo.)CH | UK7 (6 Wo.)UK | US15 Gold · (19 Wo.)US | Erstveröffentlichung: 30. April 1991                                                                    |
| 1994 | Talk                          | DE45 (10 Wo.)DE | — | CH29 (7 Wo.)CH | UK20 (4 Wo.)UK | US33 (8 Wo.)US | Erstveröffentlichung: 21. März 1994                                                                     |
| 1997 | Open Your Eyes                | — | — | — | — | US151 (1 Wo.)US | Erstveröffentlichung: 24. November 1997                                                                 |
| 1999 | The Ladder                    | DE38 (2 Wo.)DE | — | — | UK36 (1 Wo.)UK | US99 (2 Wo.)US | Erstveröffentlichung: 20. September 1999                                                                |
| 2001 | Magnification                 | DE64 (1 Wo.)DE | — | — | UK71 (1 Wo.)UK | US186 (1 Wo.)US | Erstveröffentlichung: 10. September 2001                                                                |
| 2011 | Fly from Here                 | DE16 (4 Wo.)DE | — | CH39 (3 Wo.)CH | UK30 (2 Wo.)UK | US36 (3 Wo.)US | Erstveröffentlichung: 22. Juni 2011                                                                     |
| 2014 | Heaven & Earth                | DE23 (2 Wo.)DE | AT56 (1 Wo.)AT | CH29 (1 Wo.)CH | UK20 (1 Wo.)UK | US26 (2 Wo.)US | Erstveröffentlichung: 16. Juli 2014                                                                     |
| 2021 | The Quest                     | DE7 (3 Wo.)DE | AT14 (2 Wo.)AT | CH5 (4 Wo.)CH | UK20 (1 Wo.)UK | — | Erstveröffentlichung: 1. Oktober 2021                                                                   |
| 2023 | Mirror to the Sky             | DE12 (2 Wo.)DE | AT53 (1 Wo.)AT | CH9 (1 Wo.)CH | UK30 (1 Wo.)UK | — | Erstveröffentlichung: 19. Mai 2023                                                                      |

grau schraffiert: keine Chartdaten aus diesem Jahr verfügbar

### Livealben
| Jahr | Titel                                | Höchstplatzierung, Gesamtwochen, AuszeichnungChartplatzierungen (Jahr, Titel, Platzierungen, Wochen, Auszeichnungen, Anmerkungen) | Höchstplatzierung, Gesamtwochen, AuszeichnungChartplatzierungen (Jahr, Titel, Platzierungen, Wochen, Auszeichnungen, Anmerkungen) | Höchstplatzierung, Gesamtwochen, AuszeichnungChartplatzierungen (Jahr, Titel, Platzierungen, Wochen, Auszeichnungen, Anmerkungen) | Höchstplatzierung, Gesamtwochen, AuszeichnungChartplatzierungen (Jahr, Titel, Platzierungen, Wochen, Auszeichnungen, Anmerkungen) | Höchstplatzierung, Gesamtwochen, AuszeichnungChartplatzierungen (Jahr, Titel, Platzierungen, Wochen, Auszeichnungen, Anmerkungen) | Anmerkungen                                                                             |
| Jahr | Titel                                | DE | AT | CH | UK | US | Anmerkungen                                                                             |
| ---- | ------------------------------------ | --- | --- | --- | --- | --- | --------------------------------------------------------------------------------------- |
| 1973 | Yessongs                             | DE28 ×2Doppelgold · (48 Wo.)DE | — | — | UK7 (13 Wo.)UK | US12 Platin · (32 Wo.)US | Erstveröffentlichung: 4. Mai 1973                                                       |
| 1980 | Yesshows                             | — | — | — | UK22 Silber · (8 Wo.)UK | US43 (12 Wo.)US | Erstveröffentlichung: 24. November 1980                                                 |
| 1985 | 9012Live: The Solos                  | — | — | — | UK44 (3 Wo.)UK | US81 (11 Wo.)US | Erstveröffentlichung: 7. November 1985                                                  |
| 1996 | Keys to Ascension                    | — | — | — | UK48 (2 Wo.)UK | US99 (1 Wo.)US | Erstveröffentlichung: 28. Oktober 1996 Fremont Theatre in San Luis Obispo               |
| 1997 | Keys to Ascension 2                  | — | — | — | UK62 (1 Wo.)UK | — | Erstveröffentlichung: 3. November 1997                                                  |
| 2015 | Like It Is – At the Mesa Arts Center | DE96 (1 Wo.)DE | — | — | — | — | Erstveröffentlichung: 3. Juli 2015 aufgenommen am 12. August 2014 in Mesa, Arizona      |
| 2018 | Live at the Apollo                   | DE26 (3 Wo.)DE | AT71 (1 Wo.)AT | CH43 (1 Wo.)CH | UK60 (1 Wo.)UK | — | Erstveröffentlichung: 7. September 2018 feat. Jon Anderson, Trevor Rabin & Rick Wakeman |
| 2019 | Yes 50 Live                          | DE62 (1 Wo.)DE | — | CH84 (1 Wo.)CH | — | — | Erstveröffentlichung: 2. August 2019                                                    |

grau schraffiert: keine Chartdaten aus diesem Jahr verfügbar
Weitere Livealben
- 1997: Something’s Coming / Beyond and Before (BBC-Material von 1969 bis 1970)
- 2000: House of Yes – Live from House of Blues
- 2005: The Word Is Live (3-CD-Compilation von 1970 bis 1988; enthält zum Teil Titel die Yes nur live gespielt haben)
- 2011: In the Present – Live from Lyon
- 2014: Songs from Tsongas – YES 35th Anniversary Concert (3 CD Set – Live 2004)
- 2014: Like It Is – Live at the Bristol Hippodrome (2 CDs + DVD)
- 2015: Like It Is – Live at Mesa Arts Center (2 CDs + DVD)
- 2017: Topographic Drama – Live across America (2 CDs oder 3 LPs)

### Kompilationen
| Jahr | Titel                                         | Höchstplatzierung, Gesamtwochen, AuszeichnungChartplatzierungen (Jahr, Titel, Platzierungen, Wochen, Auszeichnungen, Anmerkungen) | Höchstplatzierung, Gesamtwochen, AuszeichnungChartplatzierungen (Jahr, Titel, Platzierungen, Wochen, Auszeichnungen, Anmerkungen) | Höchstplatzierung, Gesamtwochen, AuszeichnungChartplatzierungen (Jahr, Titel, Platzierungen, Wochen, Auszeichnungen, Anmerkungen) | Höchstplatzierung, Gesamtwochen, AuszeichnungChartplatzierungen (Jahr, Titel, Platzierungen, Wochen, Auszeichnungen, Anmerkungen) | Höchstplatzierung, Gesamtwochen, AuszeichnungChartplatzierungen (Jahr, Titel, Platzierungen, Wochen, Auszeichnungen, Anmerkungen) | Anmerkungen                                                                                               |
| Jahr | Titel                                         | DE | AT | CH | UK | US | Anmerkungen                                                                                               |
| ---- | --------------------------------------------- | --- | --- | --- | --- | --- | --- |
| 1975 | Yesterdays                                    | — | — | — | UK27 (7 Wo.)UK | US17 (12 Wo.)US | Erstveröffentlichung: 28. Februar 1975 Kompilation der ersten beiden Alben, inklusive Paul Simons America |
| 1981 | Classic Yes                                   | — | — | — | UK— SilberUK | US142 Platin · (5 Wo.)US | Erstveröffentlichung: 30. November 1981                                                                   |
| 2003 | The Ultimate Yes: 35th Anniversary Kollektion | — | — | — | UK10 Gold · (7 Wo.)UK | US131 (1 Wo.)US | Erstveröffentlichung: 28. Juli 2003                                                                       |
| 2015 | Progeny: Seven Shows from Seventy-Two         | DE57 (1 Wo.)DE | — | — | UK64 (1 Wo.)UK | — | Erstveröffentlichung: 25. Mai 2015                                                                        |
| 2015 | Progeny: Highlights from Seventy-Two          | DE85 (1 Wo.)DE | — | — | — | — | Erstveröffentlichung: 25. Mai 2015                                                                        |
| 2018 | The Steven Wilson Remixes                     | DE86 (1 Wo.)DE | — | — | — | — | Erstveröffentlichung: 29. Juni 2018                                                                       |

grau schraffiert: keine Chartdaten aus diesem Jahr verfügbar
Weitere Kompilationen
- 1973: 2 Originals of Yes (Doppelalbum; Enthält die beiden ersten Alben in einem gemeinsamen Cover)
- 1976: Yes Solos (Promo-Kompilation von den ersten Solo-Alben von Anderson, Squire, White, Howe und Moraz)
- 1977: Yes – An Evening with Jon Anderson (Promo-Interview Album; Anderson)
- 1991: Yesyears (4 CDs)
- 1992: Yesstory (2 CDs – Auszug aus Yesyears)
- 1993: Highlights – The Very Best of Yes (US: Gold)
- 1993: Affirmative: The Yes Solo Family Album (Kompilation von den Solo-Alben von Anderson, Squire, Bruford, White, Banks, Howe, Rabin, Wakeman, Moraz; sowie den Band-Alben Jon & Vangelis mit Anderson und Badger mit Ka:)
- 1993: Symphonic Music of Yes
- 1994: Yes – Active (Talk Album plus Bonus-Material als CD-ROM)
- 1998: Yes, Friends and Relatives (2 CDs; Höhepunkte von Solo-Alben der Bandmitglieder)
- 2000: The Masterworks – Mix Your Own CD
- 2000: The Best Of
- 2001: Keystudio (Remixe aller Studio-Songs von Keys to Ascension 1 & 2)
- 2002: Yestoday
- 2002: In a Word – Yes (5 CDs)
- 2004: Keystudio (Enthält die Studioaufnahmen von Keys to Ascension 1 & 2)
- 2013: The Studio Albums 1969–1987
- 2019: From a Page (Bisher unveröffentlichte Lieder aus 2008 bis 2011)

## Singles
| Jahr | Titel Album                               | Höchstplatzierung, Gesamtwochen, AuszeichnungChartplatzierungen (Jahr, Titel, Album, Platzierungen, Wochen, Auszeichnungen, Anmerkungen) | Höchstplatzierung, Gesamtwochen, AuszeichnungChartplatzierungen (Jahr, Titel, Album, Platzierungen, Wochen, Auszeichnungen, Anmerkungen) | Höchstplatzierung, Gesamtwochen, AuszeichnungChartplatzierungen (Jahr, Titel, Album, Platzierungen, Wochen, Auszeichnungen, Anmerkungen) | Höchstplatzierung, Gesamtwochen, AuszeichnungChartplatzierungen (Jahr, Titel, Album, Platzierungen, Wochen, Auszeichnungen, Anmerkungen) | Höchstplatzierung, Gesamtwochen, AuszeichnungChartplatzierungen (Jahr, Titel, Album, Platzierungen, Wochen, Auszeichnungen, Anmerkungen) | Anmerkungen                                                     |
| Jahr | Titel Album                               | DE | AT | CH | UK | US | Anmerkungen                                                     |
| ---- | ----------------------------------------- | --- | --- | --- | --- | --- | --------------------------------------------------------------- |
| 1971 | Your Move The Yes Album                   | — | — | — | — | US40 (14 Wo.)US | Erstveröffentlichung: 5. März 1971                              |
| 1972 | Roundabout Fragile                        | — | — | — | — | US13 (13 Wo.)US | Erstveröffentlichung: 4. Januar 1972                            |
| 1972 | America Yesterdays                        | — | — | — | — | US46 (7 Wo.)US | Erstveröffentlichung: 17. Juli 1972 Original: Simon & Garfunkel |
| 1972 | And You and I (Part II) Close to the Edge | — | — | — | — | US42 (7 Wo.)US | Erstveröffentlichung: 7. Oktober 1972                           |
| 1977 | Going for the One                         | — | — | — | UK24 (4 Wo.)UK | — | Erstveröffentlichung: 8. Juli 1977                              |
| 1977 | Wonderous Stories Going for the One       | — | — | — | UK7 (9 Wo.)UK | — | Erstveröffentlichung: 7. September 1977                         |
| 1978 | Don’t Kill the Whale Tormato              | — | — | — | UK36 (4 Wo.)UK | — | Erstveröffentlichung: 25. August 1978                           |
| 1983 | Owner of a Lonely Heart 90125             | DE10 (17 Wo.)DE | AT17 (2 Wo.)AT | CH11 (13 Wo.)CH | UK28 Gold · (11 Wo.)UK | US1 (23 Wo.)US | Erstveröffentlichung: 8. Oktober 1983                           |
| 1984 | Leave It 90125                            | — | — | — | UK56 (5 Wo.)UK | US24 (15 Wo.)US | Erstveröffentlichung: Februar 1984                              |
| 1984 | It Can Happen 90125                       | — | — | — | — | US51 (7 Wo.)US | Erstveröffentlichung: Mai 1984                                  |
| 1987 | Love Will Find a Way Big Generator        | — | — | — | UK73 (2 Wo.)UK | US30 (19 Wo.)US | Erstveröffentlichung: 18. September 1987                        |
| 1987 | Rhythm of Love Big Generator              | — | — | — | — | US40 (12 Wo.)US | Erstveröffentlichung: 7. Dezember 1987                          |
| 1991 | Lift Me Up Union                          | — | — | — | — | US86 (5 Wo.)US | Erstveröffentlichung: April 1991                                |
| 2005 | Owner of a Lonely Heart –                 | DE36 (8 Wo.)DE | AT56 (1 Wo.)AT | CH49 (7 Wo.)CH | UK9 (13 Wo.)UK | — | Erstveröffentlichung: 9. Mai 2005 Max Graham vs. Yes            |

grau schraffiert: keine Chartdaten aus diesem Jahr verfügbar
Weitere Singles
- 1969: Sweetness
- 1970: Looking Around
- 1970: Sweet Dreams
- 1970: Time and a Word
- 1971: I’ve Seen All Good People
- 1971: Yours Is No Disgrace
- 1971: The Clap
- 1971: Something Is Coming
- 1975: Soon
- 1980: Into the Lens (I Am a Camera)
- 1980: Does It Really Happen?
- 2011: We Can Fly
- 2021: The Ice Bridge
- 2021: Dare to Know

## Videoalben
| Jahr | Titel                                                                       | Höchstplatzierung, Gesamtwochen, AuszeichnungChartplatzierungen (Jahr, Titel, Platzierungen, Wochen, Auszeichnungen, Anmerkungen) | Höchstplatzierung, Gesamtwochen, AuszeichnungChartplatzierungen (Jahr, Titel, Platzierungen, Wochen, Auszeichnungen, Anmerkungen) | Höchstplatzierung, Gesamtwochen, AuszeichnungChartplatzierungen (Jahr, Titel, Platzierungen, Wochen, Auszeichnungen, Anmerkungen) | Höchstplatzierung, Gesamtwochen, AuszeichnungChartplatzierungen (Jahr, Titel, Platzierungen, Wochen, Auszeichnungen, Anmerkungen) | Höchstplatzierung, Gesamtwochen, AuszeichnungChartplatzierungen (Jahr, Titel, Platzierungen, Wochen, Auszeichnungen, Anmerkungen) | Anmerkungen                             |
| Jahr | Titel                                                                       | DE | AT | CH | UK | US | Anmerkungen                             |
| ---- | --------------------------------------------------------------------------- | --- | --- | --- | --- | --- | --------------------------------------- |
| 1973 | Yessongs                                                                    | — | — | — | UK9 (1 Wo.)UK | — | Erstveröffentlichung: 1973              |
| 1987 | 9012Live: The Solos                                                         | — | — | — | UK13 (2 Wo.)UK | — | Erstveröffentlichung: 1987              |
| 1996 | Keys to Ascension                                                           | — | — | — | UK15 (8 Wo.)UK | — | Erstveröffentlichung: 1996              |
| 1996 | Live in Philadelphia 1979                                                   | — | — | — | UK29 (2 Wo.)UK | — | Erstveröffentlichung: 1996              |
| 2001 | House of Yes – Live from the House of Blues                                 | — | — | — | UK33 (1 Wo.)UK | — | Erstveröffentlichung: 2001              |
| 2002 | Symphonic Live                                                              | — | — | — | UK14 (11 Wo.)UK | — | Erstveröffentlichung: 2002              |
| 2003 | Yesspeak                                                                    | — | — | — | UK23 (7 Wo.)UK | — | Erstveröffentlichung: 2003              |
| 2004 | Acoustic                                                                    | — | — | — | UK1 (9 Wo.)UK | — | Erstveröffentlichung: 2004              |
| 2005 | Songs from Tsongas – The 35th Anniversary Concert 2004                      | — | — | — | UK2 (5 Wo.)UK | — | Erstveröffentlichung: 2005              |
| 2007 | Yes – Live at Montreux 2003                                                 | — | — | — | UK1 (30 Wo.)UK | — | Erstveröffentlichung: 3. September 2007 |
| 2018 | Yes featuring Jon Anderson, Trevor Rabin, Rick Wakeman – Live at the Apollo | — | — | — | UK1 (13 Wo.)UK | — | Erstveröffentlichung: 7. September 2018 |

grau schraffiert: keine Chartdaten aus diesem Jahr verfügbar
Weitere Videoalben
- 1989: In the Big Dream – A Video Compilation
- 1991: Yesyears – Retrospective
- 1991: Greatest Video Hits
- 1998: Live 1975 at Q.P.R. Vol. 1
- 1998: Live 1975 at Q.P.R. Vol. 2
- 2009: Yes – Live in Chile 1994 (DVD Laufzeit 143 Min, 17 Titel, Stereo 2.0)
- 2011: Yes – Union Tour Live (Deluxe 2 DVDs + 2 CDs) Gonzo Multimedia Media Group

## Statistik

### Chartauswertung
|                     | DE     | AT    | CH    | UK     | US     |
| ------------------- | ------ | ----- | ----- | ------ | ------ |
| Nummer-eins-Alben   | DE—DE  | AT—AT | CH—CH | UK2UK  | US—US  |
| Top-10-Alben        | DE3DE  | AT2AT | CH3CH | UK11UK | US7US  |
| Alben in den Charts | DE19DE | AT4AT | CH9CH | UK26UK | US24US |

|                       | DE    | AT    | CH    | UK    | US     |
| --------------------- | ----- | ----- | ----- | ----- | ------ |
| Nummer-eins-Singles   | DE—DE | AT—AT | CH—CH | UK—UK | US1US  |
| Top-10-Singles        | DE1DE | AT—AT | CH—CH | UK2UK | US1US  |
| Singles in den Charts | DE2DE | AT2AT | CH2CH | UK7UK | US10US |

|                          | DE    | AT    | CH    | UK     | US    |
| ------------------------ | ----- | ----- | ----- | ------ | ----- |
| Nummer-eins-Videoalben   | DE—DE | AT—AT | CH—CH | UK3UK  | US—US |
| Top-10-Videoalben        | DE—DE | AT—AT | CH—CH | UK5UK  | US—US |
| Videoalben in den Charts | DE—DE | AT—AT | CH—CH | UK11UK | US—US |

### Auszeichnungen für Musikverkäufe
| Goldene Schallplatte - Argentinien - 1993: für das Album 90125 - Frankreich - 1980: für das Album Going for the One - 1983: für das Album Relayer - 1984: für das Album 90125 - Kanada - 1976: für das Album Yessongs - Niederlande - 1984: für das Album 90125 | Platin-Schallplatte - Kanada - 1977: für das Album Close to the Edge - 2007: für das Videoalbum Symphonic Live - 2007: für das Videoalbum 9012Live: The Solos 2× Platin-Schallplatte - Kanada - 1984: für das Album 90125 |

Anmerkung: Auszeichnungen in Ländern aus den Charttabellen bzw. Chartboxen sind in ebendiesen zu finden.
| Land/RegionAuszeichnungen für Musikverkäufe (Land/Region, Auszeichnungen, Verkäufe, Quellen) | Silber     | Gold       | Platin       | Verkäufe   | Quellen                                                     |
| -------------------------------------------------------------------------------------------- | ---------- | ---------- | ------------ | ---------- | ----------------------------------------------------------- |
| Argentinien (CAPIF)                                                                          | —          | Gold1      | —            | 30.000     | capif.org.ar (Memento vom 6. Juli 2011 im Internet Archive) |
| Deutschland (BVMI)                                                                           | —          | 2× Gold2   | Platin1      | 1.000.000  | musikindustrie.de Einzelnachweise                           |
| Frankreich (SNEP)                                                                            | —          | 3× Gold3   | —            | 300.000    | infodisc.fr                                                 |
| Kanada (MC)                                                                                  | —          | Gold1      | 5× Platin5   | 370.000    | musiccanada.com                                             |
| Niederlande (NVPI)                                                                           | —          | Gold1      | —            | 50.000     | nvpi.nl                                                     |
| Österreich (IFPI)                                                                            | —          | Gold1      | —            | 25.000     | ifpi.at                                                     |
| Vereinigte Staaten (RIAA)                                                                    | —          | 5× Gold5   | 11× Platin11 | 13.500.000 | riaa.com                                                    |
| Vereinigtes Königreich (BPI)                                                                 | 4× Silber4 | 6× Gold6   | 2× Platin2   | 1.740.000  | bpi.co.uk                                                   |
| Insgesamt                                                                                    | 4× Silber4 | 20× Gold20 | 19× Platin19 |            |                                                             |